# Nacoleia albiflavalis
Nacoleia albiflavalis là một loài bướm đêm thuộc họ bướm cỏ Crambidae. Nó được George Hampson mô tả năm 1903. Bướm đêm nacoleia albiflavalis xuất hiện ở Sri Lanka và Indonesia (Sulawesi, Sumbawa).